# Paul McCartney in Red Square
Paul McCartney in Red Square es un DVD en directo del músico británico Paul McCartney, publicado en 2005.
Ganador de un premio Emmy, el documental, desarrollado por A&E Network, recoge el primer concierto ofrecido por el músico en Rusia, el 23 de mayo de 2003, celebrado en la Plaza Roja de Moscú, junto a extractos de la segunda visita de McCartney al país en el concierto ofrecido en San Petersburgo el 20 de junio de 2004, como parte de su gira  '04 Summer Tour.
De forma adicional, el DVD recoge los documentales Russia and The Beatles: A Brief Journey, emitido por el History Channel, que crea paralelos entre la historia del grupo musical y los acontecimientos acaecidos en la Unión Soviética, y Behind the Curtain: Memories of Red Square, en el que se narra la censura a la que fue sometida la música de The Beatles durante la existencia de la URSS. Así mismo contiene entrevistas, entre otros, al Presidente de Rusia, Vladímir Putin, y al exsecretario General del Partido Comunista de la Unión Soviética (PCUS) desde 1985 hasta 1989, líder del Partido Socialdemócrata de Rusia y expresidente de la Unión Soviética Mijaíl Gorbachov.

## Lista de canciones
Todos los temas compuestos por Paul McCartney excepto donde se anota.

### Paul McCartney in Red Square
1. "Getting Better" (Lennon/McCartney)
2. "Band on the Run"
3. "Can't Buy Me Love" (Lennon/McCartney)
4. "Two of Us" (Lennon/McCartney)
5. "I Saw Her Standing There" (Lennon/McCartney)
6. "We Can Work It Out" (Lennon/McCartney)
7. "I've Just Seen a Face" (Lennon/McCartney)
8. "Live and Let Die"
9. "Let 'Em In" (Versión Corta)
10. "The Fool on the Hill" (Lennon/McCartney)
11. "Things We Said Today" (Lennon/McCartney)
12. "Birthday" (Lennon/McCartney)
13. "Maybe I'm Amazed"
14. "Back in the U.S.S.R." (Lennon/McCartney)
15. "Calico Skies"
16. "Hey Jude" (Lennon/McCartney)
17. "She's Leaving Home" (Lennon/McCartney)
18. "Yesterday" (Lennon/McCartney)
19. "Let It Be" (Lennon/McCartney)
20. "Back in the U.S.S.R." (Reprise) (Lennon/McCartney)

### Paul McCartney: St. Petersburg
1. "Intro"
2. "Jet"
3. "Got To Get You Into My Life" (Lennon/McCartney)
4. "Flaming Pie"
5. "Let Me Roll It"
6. "Drive My Car" (Lennon/McCartney)
7. "Penny Lane" (Lennon/McCartney)
8. "Get Back" (Lennon/McCartney)
9. "Back in the U.S.S.R." (Lennon/McCartney)
10. "I've Got a Feeling" (Lennon/McCartney)
11. "Sgt. Pepper's Lonely Hearts Club Band"/"The End" (Lennon/McCartney)
12. "Helter Skelter" (Lennon/McCartney)

Extras
- Behind the Curtain: Memories of Red Square
- Featurette From The History Channel: Russia and The Beatles: A Brief Journey